# فرز غير كامل للسلالة
الفرز غير الكامل للسلالة، يُسمى أيضًا الاندماج العميق، أو الاحتفاظ بتعدد الأشكال الموروث، يصف ظاهرة في الوراثيات السكانية تحدث عندما تفشل نسخ الجينات السلفية في الاندماج لإعطاء نسخ سلفية مشتركة حتى يحدث انتواع أعمق من سابقه. بعبارة أخرى، تختلف الشجرة التي ينتجها جين واحد عن شجرة مستويات الأنواع أو السكان، وتنتج شجرة متباينة. نتيجةً لذلك، قد تختلف شجرة مستوى الأنواع المتولدة اعتمادًا على الجينات المختارة المستخدمة في التقييم. يعاكس هذا المفهوم الفرز الكامل للسلالة، إذ تكون الشجرة التي ينتجها الجين هي نفس شجرة مستويات الأنواع أو السكان. تعد كلا الحالتان نتائج شائعة في تحليل شجرة تطور السلالات، رغم أنه يعتمد على الجين والكائن الحي وتقنية الاستعيان.

## المفهوم
لمفهوم الفرز غير الكامل للسلالة بعض الآثار الهامة على تقنيات النشوء والتطور. يمثل المفهوم بحد ذاته تحديًا إلى حد ما ويعتمد على استمرارية ظاهرة تعدد الأشكال عبر أحداث انتواع مختلفة. لنفترض حصول حدثين متتاليين من الانتواع إذ تؤدي الأنواع القديمة إلى ظهور النوع A أولًا، والنوعين B وC ثانيًا. عند دراسة جين واحد، قد يحتوي على أنماط فردانية متعددة (تعدد أشكال). قد يُفقد النمط الفرداني أو يبقى في الأنواع بواسطة الانحراف الوراثي. إذا كان للنوع السلفي نمطان فردانيان، سيحتوي النوع A على النمطان الفردانيان 1 و2، وبواسطة الانحراف الوراثي والتباعد بوجود طفرة إضافية، يمكن تواجد النمط الفرداني 1a. ما تزال السلالة بين النوع A والنوعين B و C تحتوي على النمط الفرداني 1 و2. هذا يعني أن السلالة تملك فرز غير كامل للسلالات الجينية. في النوع B، قد يوجد النمط الفرداني 2، بينما قد يوجد النمط الفرداني 1b في النوع C. إذا كانت سلالة هذه الأنواع تعتمد على هذه الجينات، لن تمثل العلاقات الفعلية بين الأنواع. بعبارة أخرى، لن ترث الأنواع الأكثر ارتباطًا بالضرورة الأنماط الفردانية الأكثر ارتباطًا بالجينات. هذا مثال مبسط ويكون الأمر في البحث الحقيقي عادةً أكثر تعقيدًا ويشمل المزيد من الجينات و/أو الأنواع.
عند دراسة الرئيسيات، تعد أنواع الشمبانزي والبونوبو أكثر ارتباطًا ببعضها البعض من أي أصنوفات أخرى، فهي أصنوفات شقيقة. رغم ذلك، بالنسبة لـ 1.6% من جينوم البونوبو، ترتبط التسلسلات ارتباطًا وثيقًا بالبشر أكثر من ارتباطها بالشمبانزي، والذي قد ينتج عن الفرز غير الكامل للسلالة.

## النتائج
للفرز غير الكامل للسلالة آثار هامة على البحوث في علم الوراثة العرقي. هناك احتمال أنه عند إنشاء شجرة تطور السلالات، قد لا تمثل العلاقات الفعلية بسبب هذا الفرز غير الكامل للسلالة. رغم ذلك، قد ينتج انسياب المورثات بين السلالات عن طريق التهجين أو الانتقال الأفقي للجينات نفس شجرة تطور السلالات المتباينة. قد يبدو التمييز بين هذه العمليات المختلفة أمرًا صعبًا، لكن توجد الكثير من الأبحاث والأساليب الإحصائية المختلفة المتطورة لفهم الديناميكيات التطورية. أحد طرق الحد من الآثار المترتبة على الفرز غير الكامل للسلالة هو استخدام جينات متعددة لإنشاء سلالات الأنواع أو السكان. كلما زاد عدد الجينات المستخدمة، أصبحت السلالة أكثر موثوقية.

## في الكائنات ثنائية الصيغة الصبغية
يحدث الفرز غير الكامل للسلالة عادةً في التكاثر الجنسي بسبب عدم إمكانية تتبع الأنواع وصولًا إلى فرد واحد أو زوج متكاثر. عندما تكون مجموعات سكان القبائل كبيرة (بالآلاف)، يكون لكل جين بعض التنوع وتتكون شجرة الجينات من سلالات أخرى موجودة مسبقًا. إذا كان عدد السكان أكبر، تمتد سلالات الأسلاف هذه لفترة أطول. عندما وجود أعداد كبيرة من الأسلاف بالإضافة إلى أحداث انتواع محددة التوقيت، تحتفظ هذه القطع المختلفة من الحمض النووي بأصول متباينة. هذا يجعل من الصعب تحديد سلف مشترك أو نقاط تفرع.